# Butcher's Crossing (film)
Butcher's Crossing è un film del 2022 diretto da Gabe Polsky.
La pellicola è l'adattamento cinematografico dell'omonimo romanzo del 1960 di John Edward Williams.

## Trama
Kansas, 1874. William Andrews, figlio di un pastore protestante e studente di Harvard, ispirato dalla filosofia di Ralph Waldo Emerson, decide di prendersi una pausa dagli studi e vivere un'avventura nel West. Giunto nella cittadina di frontiera Butcher's Crossing, capitale locale della lavorazione e commercio delle pelli di bufalo, William rifiuta il lavoro d'ufficio offertogli da J.D. McDonald, preferendo unirsi a una spedizione di caccia al bisonte guidata dall'esperto cacciatore Miller e che comprende anche Charley Hoge e Fred Schneider. I quattro sono diretti in un'isolata valle del Montana in cui anni prima Miller aveva visto un enorme branco di bufali selvaggi, che ora è deciso a ritrovare e sterminare. Dopo un viaggio impervio, i quattro arrivano nella valle, dove danno inizio alla mattanza degli animali. La bramosia di Miller spinge il gruppo a rimandare il ritorno, finché non vengono sorpresi da una bufera di neve che blocca il passaggio d'accesso alla valle, costringendoli a rimanervi per tutto l'inverno in condizione estreme.
Durante il viaggio di ritorno la tragedia si abbatte su di loro mentre tentano di guadare un fiume: Schneider rimane ucciso e centinaia delle pelli faticosamente accumulate vengono portate via dalla corrente. Tornati a Butcher's Crossing, i tre trovano la città semideserta: la ferrovia tanto attesa è stata costruita cinquanta miglia più in là e durante la loro assenza il mercato delle pelli di bisonte era crollato, rovinando la cittadina. Se fossero tornati l'autunno precedente, come originariamente previsto, i quattro sarebbero divenuti ricchissimi, ma la bramosia di Miller ha mandato questa possibilità in frantumi. Furioso, Miller dà fuoco al magazzino delle pelli, mentre Will, segnato dall'esperienza, si allontana da solo nella natura selvaggia.

## Distribuzione
Il film è stato presentato in anteprima mondiale al Toronto International Film Festival il 9 settembre 2022, prima di essere distribuito nelle sale statunitensi dal 20 ottobre 2023.

## Accoglienza
L'aggregatore di recensioni Rotten Tomatoes riporta il 73% di recensioni positive, con un punteggio medio di 5,9 su 10 basato sul parere di 56 critici.